# Anísio Teixeira
Anísio Spínola Teixeira (Caetité, 12 de julho de 1900 — Rio de Janeiro, 11 de março de 1971) foi um jurista, intelectual, educador e escritor brasileiro. Personagem central na história da educação no Brasil, nas décadas de 1920 e 1930, difundiu os pressupostos do movimento da Escola Nova, que tinha como princípio a ênfase no desenvolvimento do intelecto e na capacidade de julgamento, em preferência à memorização. Reformou o sistema educacional da Bahia e do Rio de Janeiro, exercendo vários cargos executivos. Foi um dos mais destacados signatários do Manifesto dos Pioneiros da Educação Nova, em defesa do ensino público, gratuito, laico e obrigatório, divulgado em 1932. Fundou a Universidade do Distrito Federal, em 1935, depois transformada em Faculdade Nacional de Filosofia da Universidade do Brasil.
Na ideia de uma educação integral e uma educação para todos, expressa por Anísio Teixeira foi a concepção de educação que permeou os escritos e a obra de Anísio Teixeira, está a base de sua atuação como educador e sua contribuição para a educação no Brasil, que alguns consideram importante até hoje.
De acordo com a Lei Federal Nº 15.000, de 15 de Outubro de 2024, o educador Anísio Teixeira foi declarado Patrono da Escola Pública Brasileira.

## Biografia de um educador

### Formação e início da vida pública

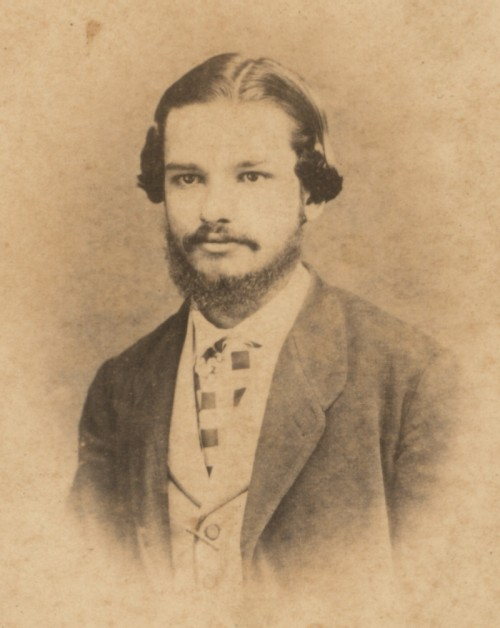
Deocleciano Teixeira, pai de Anísio.

Seu pai, o médico Deocleciano Pires Teixeira, foi chefe político do município de Caetité, casara-se com três irmãs, sucessivamente, sendo sua mãe a terceira delas.  A família Spínola, secular na região, tinha já vários expoentes na vida social e política nacional — a exemplo de Aristides Spínola e Joaquim Spínola, que havia sido presidente do Tribunal de Justiça da Bahia, e fundador da Revista dos Tribunais.
Em sua cidade natal, iniciou os estudos no Colégio São Luís Gonzaga, de jesuítas, continuando depois sua formação basilar em Salvador, em 1914, no Colégio Antônio Vieira, também dessa ordem religiosa.
Filho de fazendeiro, estudou em colégios de jesuítas na Bahia e cursou direito no Rio de Janeiro. Sob a influência dessa instituição, cogitou tornar-se jesuíta — sonho veementemente combatido por seu pai, que projetara uma carreira política para o filho. Ainda aos dezessete anos, teve sua inteligência reconhecida por Teodoro Sampaio, que o convidou a proferir uma palestra no Instituto Histórico e Geográfico da Bahia.
Formou-se em 1922 na Faculdade de Direito da Universidade do Rio de Janeiro (atual Faculdade de Direito da UFRJ). Em 1924 já era inspetor-geral do Ensino na Bahia.

### O educador na Bahia

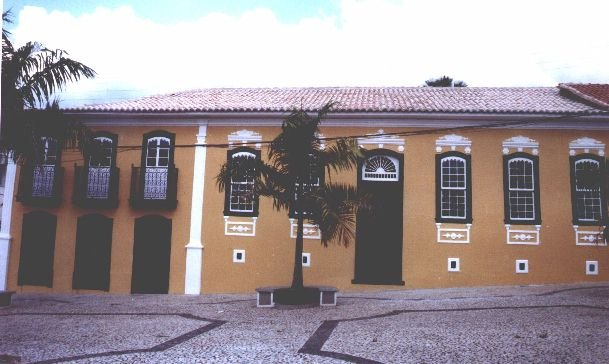
Casa Natal de Anísio Teixeira, Caetité, Bahia.

De volta à Bahia, em 1924, a convite do governador Góes Calmon, assumiu o cargo de Inspetor Geral de Ensino — cargo equivalente hoje ao de Secretário da Educação - iniciando sua carreira de pedagogo e administrador público.
A fim de melhor desempenhar esta função viajou em 1925 para a  Europa, onde observou o sistema educacional de diversos países — implementando em seguida várias reformas no ensino do estado.
Teixeira conseguiu ampliar o sistema educacional, privilegiando a formação de professores. Em sua terra natal, Caetité, reinaugurou a Escola Normal, que havia sido fechada por Severino Vieira em 1901.
Em 1927 foi aos Estados Unidos, onde travou conhecimento com as ideias do filósofo e pedagogo John Dewey, que muito iriam influenciar seu pensamento. No ano seguinte demitiu-se do cargo pelo fato de o novo governador não concordar com suas ideias sobre mudanças no ensino.
Voltou aos Estados Unidos (1928), onde fez pós-graduação. De volta ao Brasil traduziu pela primeira vez em português dois trabalhos de Dewey.[carece de fontes?]
Em 1928 ingressou na Universidade de Colúmbia, em Nova York, onde obteve o título de mestre e conheceu o educador John Dewey.
Em 1931 mudou-se para o Rio de Janeiro, ocupando a Diretoria da Instrução Pública do Distrito Federal, em cujo mandato instituiu a integração da "Rede Municipal de Educação", do fundamental à universidade. Diversas melhorias e mudanças foram feitas, mas a que maior polêmica gerou foi a criação da Universidade do Distrito Federal, em 1935.
Tornou-se Secretário da Educação do Rio de Janeiro em 1931 e realizou uma ampla reforma na rede de ensino, integrando o ensino da escola primária à universidade.
Em 1932 participou do Manifesto dos Pioneiros da Educação Nova, tendo publicado neste período duas obras sobre educação que, junto a suas realizações, deram-lhe projeção nacional.
Em 1935 criou a Universidade do Distrito Federal, no Rio de Janeiro. Nesse mesmo ano, perseguido pelo governo de Getúlio Vargas, Anísio Teixeira mudou-se para sua cidade natal, na Bahia, onde viveu até 1945.
Anísio Teixeira assumiu o cargo de conselheiro geral da UNESCO em 1946. No ano seguinte, foi convidado novamente a assumir o cargo de Secretário da Educação e Saúde da Bahia, onde foi muito bem-sucedido como administrador público. Criou a Escola Parque, em Salvador, que se tornou um centro pioneiro de educação integral.
Em 1951 assumiu a função de Secretário Geral da CAPES (Coordenação de Aperfeiçoamento de Pessoal de Nível Superior), tornando-se, no ano seguinte, diretor do INEP (Instituto Nacional de Estudos Pedagógicos).
Em fins dos anos 1950, Anísio Teixeira participou dos debates para a implantação da Lei Nacional de Diretrizes e Bases, sempre como árduo defensor da educação pública. Ao lado de Darcy Ribeiro, Anísio Teixeira foi um dos fundadores da Universidade de Brasília, da qual tornou-se reitor em 1963.
No ano seguinte, com o golpe militar, afastou-se do cargo e foi para os Estados Unidos, lecionando nas Universidades de Colúmbia e da Califórnia. De volta ao Brasil em 1966, tornou-se consultor da Fundação Getúlio Vargas.
Anísio Teixeira morreu em 1971, em circunstâncias consideradas obscuras. Seu corpo foi achado num elevador na Avenida Rui Barbosa, no Rio de Janeiro. Apesar do laudo de morte acidental, há suspeitas de que tenha sido vítima das forças de repressão do governo do General Emílio Garrastazu Médici.

## Política, realização e perseguição
Durante a última fase do Estado Novo, Teixeira afastou-se da vida pública. Dedicou-se, então, à mineração — atividade de alguns parentes. Aproximou-se mais do amigo Monteiro Lobato e publicou Educação para a Democracia, além de realizar diversas traduções.
Na década de 1940, foi Conselheiro da UNESCO (Organização das Nações Unidas para a Educação, a Ciência e a Cultura).
Voltando o país ao regime democrático em 1946, Teixeira foi convidado por Octávio Mangabeira — um dos maiores líderes liberais do século XX, fundador da UDN, também exilado e então eleito para o Governo da Bahia — a ser o Secretário de Educação e Saúde. Dentre outras realizações, construiu na Liberdade — o mais populoso e pobre bairro da capital baiana — o "Centro Educacional Carneiro Ribeiro", mais conhecido por Escola Parque, lugar para educação em tempo integral e que serviria de modelo para os futuros CIACs e CIEPs.
Nos anos 50, dirigiu o Instituto Nacional de Estudos Pedagógicos, ou INEP, órgão do Governo Federal que, no governo de Fernando Henrique Cardoso, passou a se chamar Instituto Nacional de Estudos e Pesquisas Educacionais Anísio Teixeira. Foi também o criador e primeiro dirigente da Campanha Nacional de Aperfeiçoamento de Pessoal de Nível Superior (atual CAPES), criada em 11 de julho de 1951, pelo Decreto nº 29 741, pelo presidente Getúlio Vargas, e que Anísio dirigiu até o golpe de 1964. A CAPES subordinava-se diretamente ao Presidente da República mas, depois de 1964, passou a integrar o organograma do Ministério da Educação. De todo modo, com a ditadura militar, Anísio deixou sua direção.
Foi um dos idealizadores do projeto da Universidade de Brasília (UnB), inaugurada em 1961, da qual veio a ser reitor em 1963, para ser afastado após o golpe militar de 1964.

### Uma morte misteriosa
Diversas circunstâncias obscuras cercaram a morte de Anísio Teixeira. Dois meses antes de sua morte, ele escreveu: "Por mais que busquemos aceitar a morte, ela nos chega sempre como algo de imprevisto e terrível, talvez devido seu caráter definitivo: a vida é permanente transição, interrompida por estes sobressaltos bruscos de morte" (numa carta a Fernando de Azevedo).
Por intercessão do amigo Hermes Lima, Anísio candidatou-se a uma vaga na Academia. Iniciou-se assim a série de visitas protocolares aos Imortais.
Depois da última visita, ao lexicógrafo Aurélio Buarque de Holanda Ferreira, Anísio desapareceu. Preocupada, sua família investigou seu paradeiro, sendo informada pelos militares de que ele se encontrava detido.
Uma longa procura por informações teve início — repetindo um drama vivido por centenas de famílias brasileiras durante a ditadura militar. Mas, ao contrário das desencontradas informações e pistas falsas, seu corpo foi finalmente encontrado no fosso do elevador do prédio do imortal Aurélio, na Praia de Botafogo, no Rio. Dois dias haviam se passado de seu desaparecimento. Seu corpo não tinha sinais de queda, nem hematomas que a comprovassem. A versão oficial foi de que sofreu um acidente. O dia foi 14 de março de 1971.

Em depoimento na UnB, em 10 de agosto de 2012, o professor João Augusto de Lima Rocha declarou:
"Em dezembro de 1988, Luiz Viana Filho me confessou que Anísio Teixeira foi preso no dia que desapareceu (11 de março de 1971) e levado para o quartel da Aeronáutica, em uma operação que teve como mentor o brigadeiro João Paulo Burnier, figura conhecida do regime militar e que tinha o plano de matar todos os intelectuais mais importantes do Brasil na época", disse João Augusto.

### O legado
- De sua obra em Salvador, destaca-se o Centro Educacional Carneiro Ribeiro (melhor conhecido por Escola Parque), de 1950, situado no populoso e pobre bairro da Liberdade, no qual buscou inspiração Darcy Ribeiro para, na década de 1980, criar os CIEPs. Na década de 1990 foi a vez do Governo Federal criar os CIACs e, no início do século XXI, na Bahia, os Colégios Modelo — todos fundamentados em sua ainda atual visão da educação integral e, no início do século XXI, os mais de 21 CEUs (Centros Educacionais Unificados), construídos na cidade de São Paulo, tiveram em seus projetos fortes influências da Escola Parque de Anísio.
- Em Caetité, em sua casa natal (foto acima), mantém-se a Fundação Anísio Teixeira, presidida por sua filha Anna Cristina Teixeira Monteiro de Barros, com apoio governamental (Estado e Município) e da iniciativa privada, e a Casa Anísio Teixeira, com biblioteca, museu, cine-teatro e biblioteca móvel. A instituição leva conhecimento e mantém viva a memória do grande educador brasileiro.
- No Rio de Janeiro existe o Centro Educacional Anísio Teixeira, escola privada de ensino fundamental e ensino médio, com proposta pedagógica segundo as ideias do educador.

## Casa Anísio Teixeira (1998 – 2009)
A Casa Anísio Teixeira é uma entidade cultural vinculada à Fundação Anísio Teixeira e por esta administrada, localizada na casa natal do educador Anísio Teixeira, na cidade de Caetité, sudoeste da Bahia, em imóvel tombado que é patrimônio da Fundação.
Inaugurada em fev./1998, após restauração feita pelo Governo da Bahia através do IPAC, a Casa Anísio Teixeira tem como objetivo preservar e divulgar o pensamento e a obra do educador Anísio Teixeira, bem como promover o desenvolvimento regional do ponto de vista da Educação e da Cultura, inspirando-se nos ideais e princípios do educador, que sempre militou em favor da expansão das oportunidades de educação pública, gratuita e de qualidade, em nosso país.
A Entidade abriga um Centro de Memória que preserva a arquitetura e o mobiliário de época, onde são apresentados hábitos e costumes de uma família dos séculos XIX e XX; uma Biblioteca Pública informatizada e equipada também com uma Biblioteca Móvel que atende a população da zona rural, buscando despertar o interesse pela leitura; um Cine-Teatro que funciona como Auditório e Sala de Cinema (ambos esses projetos implantados com patrocínio da empresa pública federal INB - Indústrias Nucleares do Brasil, através do Programa FAZCULTURA - Programa Estadual de Incentivo à Cultura do Governo da Bahia); Oficina de Arte-Educação que atua ressaltando a importância da educação ambiental; Núcleo de Contação de Histórias que busca incentivar e formar contadores de histórias, priorizando a literatura infantil nacional e releituras de clássicos incorporados à nossa cultura; Sala de Cultura Digital, instalada em parceria com a INB, equipada com quatro computadores conectados à Internet, via cabo, e disponibilizados à população, em especial aos usuários da Biblioteca; com a ajuda permanente de um monitor; e um pátio externo para eventos culturais e educativos. Esses espaços colaboram, sem sombra de dúvida, para dinamizar a vida cultural da cidade de Caetité e da região.

## Pensamento de Anísio
Ele expressa em suas ideias uma constante preocupação com uma educação livre de privilégios, que é cada vez mais valorizada.
Sou contra a educação como processo exclusivo de formação de uma elite, mantendo a grande maioria da população em estado de analfabetismo e ignorância.
Revolta-me saber que dos cinco milhões que estão na escola, apenas 450.000 conseguem chegar à 4ª série, todos os demais ficando frustrados mentalmente e incapacitados para se integrarem em uma civilização industrial e alcançarem um padrão de vida de simples decência humana.
Choca-me ver o desbarato dos recursos públicos para educação, dispensados em subvenções de toda natureza a atividades educacionais, sem nexo nem ordem, puramente paternalistas ou francamente eleitoreiras.—  Anísio Teixeira

## Depoimentos sobre o educador
Como exórdio da importância de Anísio para a intelectualidade brasileira, o trecho da seguinte carta a ele dirigida, escrita por Monteiro Lobato, reflete como suas ideias podem animar os que verdadeiramente acreditam no Brasil:
Comecei a ler o Manifesto. Comecei a não entender, e ver ali o que desejava ver.  Larguei-o.  Pus-me a pensar — quem sabe está nalgum lugar do livro de Anísio o que não acho aqui — e lembrei-me de um livro sobre a educação progressiva, que me mandaste e que se extraviou no caos que é minha mesa. Pus-me a procurá-lo, achei-o. E cá estou, Anísio, depois de lidas algumas páginas apenas, a procurar dar berros de entusiasmo, por uma coisa maravilhosa que é a sua inteligência lapidada pelos Deweys e Kilpatricks!
…Eureca! Eureca! Você é o líder, Anísio! Você há de moldar o plano educacional brasileiro. Só você tem a inteligência bastante aguda para ver dentro do cipoal de coisas engolidas e não digeridas por nossos pedagogos reformadores… Eles não conhecem, senão de nomes, aqueles píncaros (Dewey & Co.) por cima dos quais você andou e donde pode descortinar a verdade moderna.  Só você, que aperfeiçoou a visão e teve o supremo deslumbramento, pode neste País falar de educação! — Monteiro Lobato

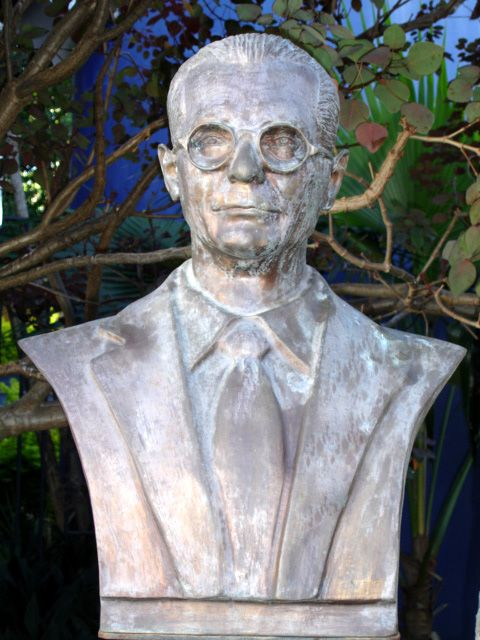
Busto de Anísio, em Caetité.

Algumas opiniões acerca deste educador:

…Cidadão íntegro, puro, decente. Além de inteligentíssimo, dono de cultura invulgar, mestre inconteste no que se refere à educação, Anísio Teixeira foi um brasileiro raro. Tão extraordinário a ponto de ter sido alvo durante toda a vida de restrições, suspeitas, aleivosias, perseguições, misérias de todo tipo com que os imundos o perseguiram — sobram imundos no Brasil.  Tentaram de todas as maneiras impedir Anísio Teixeira de realizar sua missão civilizadora mas ele era irredutível e invencível. O que o Brasil de hoje possui de melhor e de maior deve-se em grande parte a este humanista baiano de grandeza universal. — Jorge Amado
…Anísio Teixeira é o pensador mais discutido, mais apoiado e mais combatido do Brasil. Ninguém como ele provoca a admiração de tantos. Ninguém é também tão negado e tem tantas vezes seu pensamento deformado (…) Suas teses  educacionais se identificam tanto com os interesses nacionais e com a luta pela democratização de nossa sociedade que dificilmente se admitiria pudessem provocar tamanha reação num país republicano. — Darcy Ribeiro
Suas obras e seus conceitos continuam sendo ricas fontes de conhecimento e de inspiração para os que se preocupam com a educação e com o futuro de nosso país.
Anísio deixou como herança um acervo que tem sido objeto de pesquisas, monografias e teses. Seus textos são revisitados com frequência como fonte primária para as investigações da história da educação brasileira, por estudiosos de variadas áreas do conhecimento. —  Nilda Teves
A magnitude de Anísio Teixeira é própria de um pensador social dos mais profundos, que não perde em nada para Gilberto Freyre ou qualquer outro. (…) Ele precisa ser lembrado ao lado de historiadores como Sérgio Buarque de Holanda, sociólogos como Florestan Fernandes e antropólogos como Emilio Willems. —  Marcos Cezar de Freitas

## Homenagens
Depois de muito tempo relegado ao esquecimento, a memória de Anísio Teixeira foi, com o fim da ditadura militar, aos poucos sendo resgatada. Sem dúvida, o maior passo neste processo, deu-se com o lançamento, em 1 de outubro de 1993, da cédula de mil cruzeiros reais, estampando o rosto de Anísio, que ficou em vigor até julho de 1994, quando foi substituída pelo real.
O ano de seu centenário de nascimento, 2000, foi marcado por diversas homenagens. Muitas entidades educacionais ou, mais especificamente, pedagógicas, realizaram eventos em comemoração.
O dia 12 de julho é, em sua memória, feriado municipal na sua Caetité natal.
Sob auspícios da Rede Bandeirantes, um documentário foi feito em 1999, contando a vida do educador.
Inúmeras instituições de ensino no país levam seu nome, em especial o Instituto de Educação Anísio Teixeira, em sua terra natal.
A cadeira número 3 da Academia Caetiteense de Letras, em sua cidade natal, traz como patrono o grande educador.
Ruas e travessas recebem o nome de Anisio Teixeira nas cidades de: Barreiras, Itabuna, Salvador e Vitória da Conquista na Bahia; Petrolina em Pernambuco; Francisco Beltrão no Paraná; São Gonçalo e na Capital do Estado do Rio de Janeiro; Ariquemes em Rondônia; Florianópolis e Lages em Santa Catarina; Americana em São Paulo; e Belo Horizonte no Estado de Minas Gerais.
O Inep (Instituto Nacional de Estudos e Pesquisas Educacionais Anísio Teixeira) leva seu nome.
A Coordenação de Aperfeiçoamento de Pessoal de Nível Superior (Capes), fundação do Ministério da Educação brasileiro, concede a personalidades brasileiras o Prêmio Anísio Teixeira, para aqueles que tenham contribuído de modo relevante para o desenvolvimento da pesquisa e formação de recursos humanos no Brasil e é considerado uma das mais importantes condecorações na área da educação no país.
Em Ceilândia, no Distrito Federal foi criada em 2014, a Escola Parque Anísio Teixeira que atualmente oferta cursos de educação física, artes e música para estudantes da rede pública do DF. 

## Obras
Dentre as suas obras, destacam-se:
- Aspectos americanos de educação. Salvador. Tip. De São Francisco, 1928, 166 p.
- A educação e a crise brasileira. São Paulo: Cia. Editora Nacional, 1956, 355 p.
- Educação é um direito. 2ª ed. Rio de Janeiro: Editora UFRJ, 1996, 221 p.
- Educação e o mundo. 2ª ed. São Paulo: Cia. Editora Nacional, 1977, 245 p.
- Educação e universidade. Rio de Janeiro: Editora UFRJ, 1998, 187 p.
- Educação no Brasil. São Paulo: Cia. Editora Nacional 1969, 385 p.
- Educação não é privilégio. 5ª ed. Rio de Janeiro.- Editora UFRJ, 1994, 250 p.
- Educação para a democracia: introdução à administração educacional. 2ª ed. Rio de Janeiro: Editora UFRJ, 1997, 263 p.
- Educação progressiva: uma introdução à filosofia da educação. 2ª ed. São Paulo: Cia. Editora Nacional, 1934, 210 p.
- Em marcha para a democracia: à margem dos Estados Unidos. Rio de Janeiro: Editora Guanabara, s.d., 195 p.
- Ensino superior no Brasil: análise e interpretação de sua evolução até 1969. Rio de Janeiro: Editora da Fundação Getúlio Vargas, 1989, 186 p.
- Pequena introdução à filosofia da educação: a escola progressiva ou a transformação da escola. São Paulo: Cia. Editora Nacional, 1968, 150 p.